# Белый счётчик
Белый счётчик — неформальное, некоммерческое объединение волонтёров, ведущих подсчёт людей на митингах и шествиях, с целью публичного распространения полученных промежуточных и окончательных результатов, работающее на принципах максимальной открытости используемых методик, полученных данных и оценки погрешностей.

## История
Проект «Белый счётчик» возник из движения наблюдателей за проведением выборов «Сонар» в начале 2013 года.

Нас не устраивало, что не было объективных данных о численности массовых акций в Москве. Данные от организаторов и ГУВД отличались иногда на порядок, а в публичном пространстве гуляло бесчисленное множество версий. Потому что каждый мог дать любую оценку, и её обоснованность была ничем не хуже всех остальных. Мы захотели дать обществу обоснованные и проверяемые данные.
— Дмитрий Нестеров, координатор волонтёров

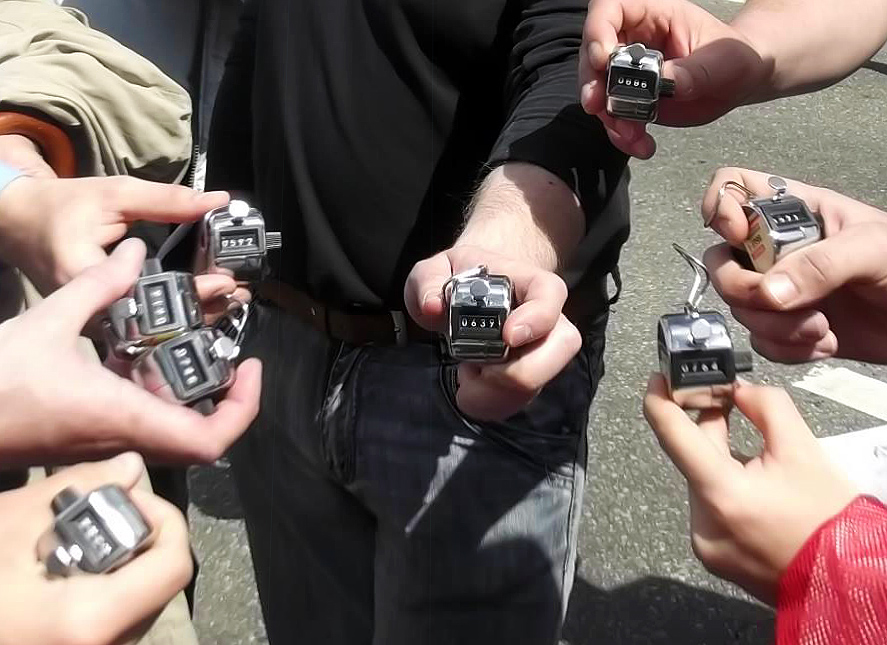
Механические счётчики-кликеры для проведения ручного подсчёта

Поначалу, ещё на митингах 2012 года, обсчитывались не все рамки металлодетекторов, а только выборочные, так как волонтёров на подсчёт всех рамок не хватало, а один человек способен достоверно обсчитывать две рамки. Потом полученные результаты интерполировались на общее количество пришедших людей. На май 2017 года в списке волонтёров «Белого счётчика» насчитывалось более 70 человек . Ядро организации - люди, которые регулярно принимают участие в подсчётах - это участники различных сообществ наблюдателей на выборах. С середины 2013 года волонтёры считают поток участников митингов на всех рамках, без использования интерполяции.

## Методика подсчёта
Подсчёт количества участников митингов осуществляется путём контроля всех подступов к месту проведения мероприятия. Волонтёры считают каждого пришедшего, нажимая механический кликер-счётчик. Подсчёт ведётся с момента открытия для участников прохода на митинг и до момента закрытия свободного доступа или окончания проведения мероприятия. Через равные промежутки времени проводится суммирование показаний всех счётчиков, а в конце подводятся окончательные итоги. Для оценки погрешности параллельно с ручным подсчётом производится полная или выборочная видеосъёмка мест проведения подсчёта.

## Принцип гласности
Все промежуточные и окончательные результаты подсчёта количества участников митинга немедленно публикуются на общедоступных страницах социальных сетей в интернете. Кроме того, любой желающий, в том числе, представители СМИ, могут получить текущие результаты подсчёта прямо на месте от волонтёра-координатора. Спустя некоторое время в интернете публикуется отчёт о проведении подсчёта.

## Митинги, шествия
Результаты оценки количества участников публичных мероприятий
| Дата проведения | Название мероприятия                                                | Количество участников, тыс. человек | Количество участников, тыс. человек | Примечания |
| Дата проведения | Название мероприятия                                                | данные «Белого счётчика»            | данные полиции                      | Примечания |
| --------------- | ------------------------------------------------------------------- | ----------------------------------- | ----------------------------------- | ---------- |
| 13.01.2013      | Марш против подлецов                                                | 24,0                                | 9,5                                 | Отчёт      |
| 06.05.2013      | За свободу!                                                         | 27,5                                | 8                                   | Отчёт      |
| 12.06.2013      | Марш против палачей                                                 | 8,2                                 | 6                                   | Отчёт      |
| 15.03.2014      | Марш мира                                                           | 22,8                                |                                     | Отчёт      |
| 21.09.2014      | Марш мира                                                           | 26,1                                | 5                                   | Отчёт      |
| 02.11.2014      | Остановить развал медицины Москвы                                   | 6,6                                 | 3                                   |            |
| 04.11.2014      | Русский марш                                                        | 2,3                                 | 2                                   |            |
| 30.11.2014      | Митинг врачей                                                       | 5,6                                 |                                     |            |
| 01.03.2015      | Марш памяти Бориса Немцова                                          | 51,6                                | 21                                  | Отчёт      |
| 06.06.2015      | За науку и образование                                              | 3,5                                 |                                     |            |
| 20.09.2015      | За сменяемость власти                                               | 7,1                                 |                                     |            |
| 24.10.2015      | Против расширения платных парковок                                  | 0,9                                 |                                     | Отчёт      |
| 27.02.2016      | Марш памяти Бориса Немцова                                          | 24,2                                | 7,5                                 |            |
| 29.01.2017      | В защиту троллейбуса                                                | 0,98                                |                                     |            |
| 26.02.2017      | Марш Немцова                                                        | 15,2                                | 5                                   | Отчёт      |
| 06.05.2017      | Митинг 5 годовщины событий на Болотной площади                      | 2,8                                 | 1                                   |            |
| 14.05.2017      | Митинг против сноса домов в Москве                                  | 20,2                                | 8                                   |            |
| 28.05.2017      | Шествие против реновации в Москве                                   | 4,9                                 | 3                                   |            |
| 25.02.2018      | Марш памяти Бориса Немцова                                          | 7,6                                 | 4,5                                 |            |
| 30.04.2018      | Митинг в поддержку Telegram                                         | 12,3                                | 7,5                                 |            |
| 13.05.2018      | Митинг за свободу Интернета                                         | 2,4                                 | 1                                   |            |
| 28.07.2018      | Митинг против изменения пенсионного возраста                        | 12,0                                | 6,5                                 |            |
| 29.07.2018      | Митинг против пенсионной реформы                                    | 6,0                                 | 2,5                                 |            |
| 02.09.2018      | Митинг КПРФ против пенсионной реформы                               | 8,9                                 | 6                                   |            |
| 23.12.2018      | Митинг против новых правил платных парковок                         | 2,9                                 |                                     |            |
| 23.12.2018      | Митинг против строительного произвола                               | 1,75                                |                                     |            |
| 24.02.2019      | Марш памяти Бориса Немцова                                          | 10,8                                | 6                                   |            |
| 10.03.2019      | Митинг против изоляции Рунета                                       | 15,3                                | 6,5                                 |            |
| 20.07.2019      | Митинг за допуск на выборы в Мосгордуму                             | 22,5                                | 12                                  |            |
| 10.08.2019      | Митинг «Вернем себе право на выборы»                                | 49,9 ~ 60                           | 20                                  | Соц. опрос |
| 17.08.2019      | Митинг «За честные и чистые выборы» (КПРФ)                          | 4,2                                 | 4                                   |            |
| 29.09.2019      | Митинг «Против московского дела, дела ФБК и политических репрессий» | 25,2                                | 20                                  | Соц. опрос |
| 23.02.2020      | Шествие и митинг КПРФ и «Левого фронта»                             | 2,7                                 | 2                                   |            |
| 29.02.2020      | Марш памяти Бориса Немцова                                          | 22,3 + 0,2                          | 10,5                                | Соц. опрос |
| 17.01.2021      | Встреча Алексея Навального в аэропорту Внуково                      | >2,0                                |                                     |            |
| 27.02.2021      | Мероприятие в Москве в память о Борисе Немцове                      | >10,1                               |                                     |            |